# Kolayni
Mohammad ibn Yaqub Kolayni (en persan : محمدبن يعقوب كليني) était un théologien perse et un compilateur de Hadith, mort en 940. À Bagdad, il recueillit pendant 20 ans des milliers de hadiths qui constituent le plus ancien corpus de traditions chiites. Il contient de nombreux témoignages des saints imams, particulièrement les cinquième, sixième et septième imams. 
Le Kafi de Kolayni, livre fondamental du chiisme a été l'objet de nombreux commentaires, particulièrement dans l'école d'Ispahan, à commencer par celui, monumental, de Molla Sadra Shirazi. Il est disponible en huit volumes aux éditions de Téhéran, 1955.
Hasard ou coïncidence symbolique, Kolayni mourut l'année de la grande occultation du douzième imam.

## Activités scientifiques
Il était le chef de la communauté Chiisme. Il vivait en quatrième  période de l’histoire de Chiisme. Quand il s’était rendu à Baghdâd, où pendant vingt ans il fut occupé à recueillir aux sources mêmes, notamment  auprès des deux derniers présentant (Na’ib) de XIIe Imam, les milliers de hadith qui constitue aujourd’hui le plus ancien recueil systématique de traditions shiites. Al kafi est un livre grand par koleini qu’il s’agit du grand recueil intitulé. Ce livre avait doux grandes sections : les Osul (sources) et les foru (ramifications). Le sens de Kafi est "un livre qui suffit".